# Teemu Wirkkala
Teemu Sakari Wirkkala (né le 4 janvier 1984 à Kokkola) est un athlète finlandais spécialiste du lancer du javelot. 

## Biographie
Son record personnel est de 87,23 m, obtenus à Joensuu en juillet 2009.

### Palmarès
| Date | Compétition                    | Lieu      | Résultat | Performance |
| ---- | ------------------------------ | --------- | -------- | ----------- |
| 2001 | Championnats du monde jeunesse | Debrecen  | 1er      | 76,18 m     |
| 2002 | Championnats du monde juniors  | Kingston  | 7e       | 70,98 m     |
| 2003 | Championnats d'Europe juniors  | Tampere   | 1er      | 79,90 m     |
| 2007 | Championnats du monde          | Osaka     | 12e      | 78,01 m     |
| 2008 | Jeux olympiques                | Pékin     | 5e       | 83,46 m     |
| 2009 | Championnats du monde          | Berlin    | 9e       | 79,82 m     |
| 2010 | Championnats d'Europe          | Barcelone | 5e       | 81,76 m     |

### Records
| Épreuve           | Performance | Lieu    | Date            |
| ----------------- | ----------- | ------- | --------------- |
| Lancer du javelot | 87,23 m     | Joensuu | 22 juillet 2009 |